# Sigihards Gebete
Bei den Gebeten des Sigihard handelt es sich um zwei kurze altbairische Gebete aus dem frühen 10. Jahrhundert um Gottes und Christi Gnade, die am Ende des Freisinger Evangelienbuches eingetragen wurden.
In das Freisinger Evangelienbuch, einer ins Altbairische übertragenen Abschrift der im 9. Jahrhundert in der südrheinfränkischen Varietät des Althochdeutschen geschriebenen Evangelienharmonie von Otfrid von Weißenburg, wurden ganz am Ende dieses heute unter der Signatur cgm 14 in der Bayerischen Staatsbibliothek in München befindlichen Manuskripts auf dem letzten Blatt 125r zum Text von Otfrid noch zwei jeweils zweizeilige Gebete hinzugefügt. Im ersten wird Gott um Gnade gebeten, im zweiten Christus. Es ist erkennbar, dass es sich hier um zwei getrennte Gebete handelt, da sie auf der linken Seite durch das Kürzel „At“ für lateinisch aliter (weiters, sonst) getrennt sind.
Unter den beiden Gebeten hat der Schreiber folgende lateinische Abschlusszeile eingetragen:

“Uualdo episcopus istud euangelium fieri iussit. Ego Sigihardus indignus presbyter scripsi.”

„Bischof Waldo befahl, dass dieses Evangelium gemacht werde. Ich, Sigihard unwürdiger Priester, schrieb.“

Auf Grund dieser Zeile datiert man das gesamte Freisinger Evangelienbuch auf den Anfang des 10. Jahrhunderts, da Waldo von 883 bis 906 Bischof von Freising war. Der Schreiber, der sich selbst als Sigihard zu erkennen gibt, ist als historische Figur sonst unbekannt. Die Zeile bezieht sich auf das gesamte Evangelienbuch und es ist daher nicht mit letzter Sicherheit auszuschließen, dass die beiden Gebete nicht nachträglich in den freien Platz eingetragen wurden, obwohl in der Handschrift kein Unterschied erkennbar ist. Es handelt sich aber bei diesen letzten vier Zeilen um eine Ergänzung zum Text von Otfrid. Es wird vermutet, dass es sich dabei um schon davor im Freisinger Raum mündlich verbreitete Gebete handelt, die allerdings in der Reimform den Stil von Otfrid nachahmen. Inhaltlich und vom verwendeten Vokabular stehen die beiden Gebete allerdings dem Freisinger Petruslied nahe.
Die 1909 von Paul Habermann aufgestellte These, die beiden Gebete wären von zwei verschiedenen Schreibern verfasst worden, konnte in der neueren Forschung entkräftet werden. Kurt Gärtner von der Universität Trier hat jedoch 1998 angezweifelt, dass dieser Sigihard die Gebete selber verfasst hätte. Er glaubt darin die Übersetzung des benediktinischen Tischgebets zu erkennen, das bei der Nokturn gesprochen wurde: Tu autem domine miserere nobis. Domine iube benedicere iube. Amen.
Allerdings hat er bei dieser Schlussfolgerung die nur teilweise lesbaren lateinischen Glossen rechts vom Text nicht berücksichtigt, da er das Original nicht gesichtet hat (er gibt fälschlich die Seite 126r statt 125r an).

## Originaltext

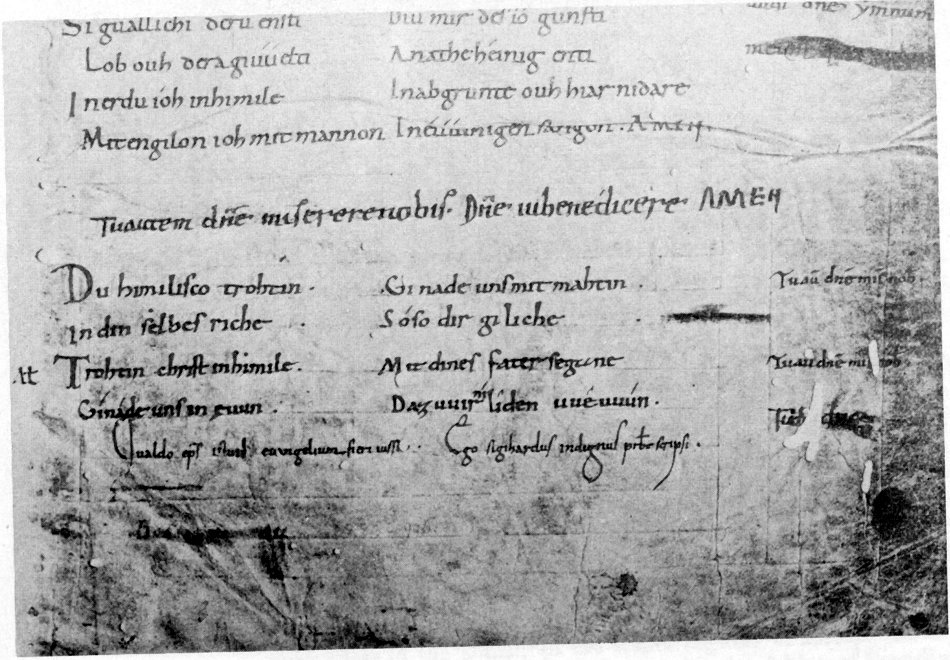
Facsimile der Gebete des Sigihard, Cod. Monac. cgm14, 125r

Du himilisco trohtin, Ginade uns mit mahtin
In din selbes riche, Sóso dir giliche.
At
Trohtin Christ in himile, Mit dines fater segune
Ginade uns in ęuun, Daz uuir ní lîden uuêuuún.
Übersetzung:
Du himmlischer Herrgott, gnade uns mit Macht
In dein selbiges Reich, so dir gleiche. (so dir genehm)
Herr Christus im Himmel, mit deines Vaters Segen
Gnade uns in ewig, das wir nicht leiden in Ewigkeit.